# Football Club Étoile-Sporting La Chaux-de-Fonds
Il Football Club Étoile-Sporting La Chaux-de-Fonds è una società calcistica svizzera con sede nella città di La Chaux-de-Fonds. La sua fondazione risale al 1º luglio 1898.
Attualmente milita nella Seconda Lega.

## Cronistoria
- 1898 - 1909: ?
- 1909 - 1932: Divisione Nazionale A
- 1932 - 1944: ?
- 1944 - 1946: Divisione Nazionale B
- 1946 - 1949: ?
- 1949 - 1952: Divisione Nazionale B
- 1952 - : ?

## Palmarès

### Competizioni nazionali
- Campionato svizzero: 1

1918-1919
- Prima Lega: 1

1948-1949

### Altri piazzamenti
- Campionato svizzero:

Secondo posto: 1911-1912
- Challenge League:

Terzo posto: 1932-1933 (girone est), 1940-1941 (girone ovest), 1941-1942 (girone ovet), 1950-1951